# Almost Unreal
«Almost Unreal» ("Casi irreal") es una canción del dúo sueco Roxette, escrita por Per Gessle.

## Historia y versiones
Fue el tema central de la película Super Mario Bros (1993) aunque originalmente había sido escrita para la película Hocus Pocus (El retorno de las brujas en España y Abracadabra en Hispanoamérica). La decisión, de última hora, no le gustó nada a Per Gessle, pero de todos modos aceptaron que fuera utilizada como tema central. En la banda de sonido incluyeron "Cinnamon Street", otra canción del dúo que había aparecido en Tourism (1992) pero que para la película fue regrabada y reformada completamente, esta vez con Marie Fredriksson en la voz.

## Letra
Babe, come in from the cold 

and put that coat to rest.

Step inside, take a deep breath

and do what you do best.

Yeah, kick off them shoes 

and leave those city streets.

I do believe, love came our way, 

and fate did arrange for us to meet

I love when you do that hocus pocus to me

The way that you touch, you got the power to heal

You give me that look, it's almost unreal... 

it's almost unreal

Hey, we can't stop the rain. 

Let's find a place by the fire.

Sometimes I feel, strange as it seems, 

you've been in my dreams all my life

I love when you do that hocus pocus to me

The way that you touch, you got the power to heal

You give me that look, it's almost unreal...

it's almost unreal.

It's a crazy world out there. 

Let's hope our prayers are in good hands tonight

Oh, I love when you do that hocus pocus to me

The way that you touch, you got the power to heal

You give me that look, it's almost unreal... 

it's almost unreal

### Éxito
La canción llegó al Top 10 de varios países: #5 en Irlanda; #6 en Noruega; #7 en Inglaterra; #8 en Suecia a los Top 20 de Suiza, Alemania, Austria y Australia.
En Billboard de Estados Unidos debido al fracaso de la película, la canción pareció correr la misma suerte y sólo alcanzó la posición #94.

### Ediciones
Almost Unreal apareció en la banda de sonido de Super Mario Bros en 1993. Nunca fue incluida en ningún álbum del dúo. En 1994, cuando editaron su quinto álbum Crash! Boom! Bang! muchos esperaban que la balada fuera incluida en él, pero sólo fue incluida en la edición japonesa del álbum.
Posteriormente fue incluida en los recopilatorios de Roxette:
1. 1995 Rarities (Versión demo, grabada por Per Gessle)
2. 1995 Greatest Hits - Don´t bore us get to the chorus
3. 2000 Greatest Hits - Don´t bore us get to the chorus Only Canada Edition
4. 2002 The Ballads Hits
5. 2006 A Collection of Roxette Hits
6. 2006 Rox Box

- Datos: Q2734078